# I-25
Il sommergibile I-25 era il sesto esemplare costruito della classe I-15. Entrato in servizio nell'ottobre 1941, prese parte a numerose azioni condotte dalla marina imperiale giapponese. Inoltre, l'idrovolante del battello fu autore degli unici attacchi aerei condotti sul continente americano dalle potenze dell'Asse. Venne probabilmente affondato dal cacciatorpediniere statunitense Patterson il 25 agosto 1943.

## Servizio
La costruzione del sommergibile I-25 venne intrapresa a Kōbe dalla Mitsubishi, nei primi anni quaranta. Il battello fu completato il 15 ottobre 1941, ed entrò successivamente in servizio con la marina imperiale. Complessivamente, l'I-25 svolse ben sei crociere operative, nel corso delle quali prese parte a numerosi episodi bellici della seconda guerra mondiale.

## Affondamento
Il 25 luglio, l'I-25 lasciò la base navale di Truk, per quella che sarebbe stata la sua ultima crociera. Scopo della missione era svolgere una serie di ricognizioni aeree sulla base di Espiritu Santo. Arrivato nei pressi delle Nuove Ebridi, il 23 agosto, l'aereo imbarcato lasciò il sommergibile per la ricognizione, individuando tre navi da battaglia in rada. Il giorno successivo l'I-25 trasmise i risultati della ricognizione; si trattò dell'ultimo messaggio dell'unità. Il 25 agosto il cacciatorpediniere USS Patterson, di scorta a un convoglio, intercettò e affondò un sommergibile nipponico nella zona delle Nuove Ebridi. Non è chiaro se questo fosse l'I-25 oppure il RO-35 (che si trovava nella stessa zona e scomparve lo stesso giorno): nel secondo caso, la perdita dell'I-25 sarebbe imputabile a una mina navale. Il 1º dicembre 1943 l'unità fu ufficialmente dichiarata affondata.